# 양산이씨 종가 고문서
양산이씨 종가 고문서(梁山李氏 宗家 古文書)는 대한민국 경상남도 양산시에 있는 조선시대의 문서류이다. 1989년 5월 23일 대한민국의 보물 제1001호로 지정되었다.

## 개요
이 문서는 거의 조선 전기의 것으로, 양산이씨의 시조(始祖)인 이전생과 조선 전기 이름난 3명의 형제장수인 징석과 징옥, 징규와 그들을 포함하여 직계후손 몽란까지의 장남, 자손들에 관련된 문서이다. 총 6종 16점이다.
이전생은 고려시대 문과에 급제하여 공민왕 20년(1371) 순찰사로 경남지방을 돌아보았고, 지금의 양산군 하북면 삼수리에 정착하여 살게 되니 여기서 양산 이씨가 시작된다. 조선시대에는 공조전서, 예조판서중추부사 등의 벼슬을 지냈고, 후에 양산부원군에 봉해졌다.
이전생이 조선 태조 7년(1398)에 가선대부공조전서로 임명받는 내용이 담긴 사령서인 왕지 1점과 징석 관련 문서로 왕지 4점, 장수에게 특권을 부여하는 내용이 담긴 유서 1점, 왕이 신하에게 토지와 노비를 내리는 내용의 사패교지 3점, 그리고 징석이 죽은 후 세조임금이 내린 사제문 등이 있다. 그리고 징석의 장남 팔동이 받은 교지와 징석의 직계후손인 몽란이 병조에서 발급받은 교첩, 무과에 급제했다는 것을 증명하는 교지, 이몽란이 임진왜란 때 세운 공을 인정하여 공신으로 인정한다는 내용의 「이몽란선무원종공신록권」 등이 있다. 각 문서의 크기는 연도와 내용에 따라 다르다.
이씨 문중이 보관하고 있는 이 문서들은 왕지, 유서, 사제문, 사패교지 등 조선 전기의 각종 문서를 고루 갖추고 있어 당시의 고문서들을 연구하는데 귀중한 역사적 자료가 된다.

## 같이 보기
- 이전생

## 참고 자료
- 양산이씨 종가 고문서 - 국가유산청 국가유산포털